# خوليان كينيونيس
خوليان كيوينويس (بالإسبانية: Julián Quiñones) (مواليد 24 مارس 1997) هو لاعب كرة قدم كولومبي محترف يلعب كمهاجم لنادي القادسية السعودي .